# Lola la Chata
María Dolores Estévez Zuleta, conocida como Lola la Chata (1906-1959), figura entre las principales traficantes de marihuana, morfina y heroína en México, entre las décadas de los treinta y los cincuenta, y una de las más famosas, gracias a las notas periodísticas policíacas. La Chata es digna representante y precursora de las emergentes y populares manifestaciones de la mujer en la cultura de la droga.
La Chata ascendió de proveedora local a traficante internacional en una época en que el tráfico de drogas se hacía cada vez más complejo en el uso de tecnología y redes. Persistió en la venta de heroína, morfina y marihuana, fuera y dentro de prisión, durante casi 30 años, en los cuales alimentó la crisis entre diversas administraciones de gobierno de México y Estados Unidos, que la arrestaron tras muchas pesquisas. Aun después de ser perseguida por decreto presidencial, logró combatir una cadena perpetua sin cesar en sus actividades delictivas.

## Infancia e introducción al narcotráfico
Junto a Ignacia "La Nacha" Jasso, es conocida como una de las primeras mujeres narcotraficantes en el país, La Chata se inició en la venta de chicharrones en el barrio de La Merced, situado en el centro de Ciudad de México, donde también creció. La infancia de Dolores Estévez transcurrió en un periodo de expansión de La Merced, a causa de un importante flujo de inmigrantes de toda la república, con su consecuente aumentó de actividad económica formal e informal. En el puesto de la madre de Estévez, de chicharrones y café, pronto comenzó a incluir marihuana y morfina como mercancía; eran los primeros pasos de la joven de 13 años como “mula”, dedicada al narcomenudeo en calles de la ciudad, cuyo producto iba oculto en las canastas, pero de fácil identificación para los consumidores.
Fue en esa época cuando conoció a Castro Ruiz Urquizo, que la traslada consigo a Ciudad Juárez, donde aprendió sobre el tráfico transnacional, en el seno de una de las familias más prominentes en el negocio fronterizo. Pronto engendraría dos hijas: María Luisa y Dolores, las cuales más tarde también ingresarían al negocio de tráfico de drogas, para consolidar su matriarcado.
Al regresar a Ciudad de México, Estévez continuó con la ya inveterada tradición familiar de abrir un puesto de comida en La Merced, un expendio encubierto para disfrazar sus importantes negocios de marihuana, morfina y heroína en la década de 1920.

## Auge
A finales de la década de 1930, La Chata comienza a ser notada por los gobiernos de Estados Unidos y México como una de las personas responsables de la creciente accesibilidad a narcóticos en Ciudad de México.
El imperio de Estévez se extendió desde México hasta Canadá y se construyó a partir de conexiones familiares y sexuales, que era a lo que se veía reducida como mujer a principios del siglo XX. Casó con un expolicía, Enrique Jaramillo, en cuyo taller de mecánica, en Pachuca, instalaron un centro de distribución, el cual se vio beneficiado por sus contactos con la policía, la burocracia y la clase política, que proveía información y protección a cambio de dinero. Otro de sus cómplices conocidos fue Enrique Escudero Romano. Las relaciones de Estévez con hombres, aseguraron que su negocio pudiera expandirse más allá de La Merced. Jaramillo, traficante ya conocido, y Escudero, eran quienes mantenían contactos y laboratorios fuera de la capital.
La Chata fue considerada peligrosa por los gobiernos mexicano y estadounidense, incluso fue calificada de amenaza con similar rango al de otros narcotraficantes, incluido su propio esposo, lo que trastocó el estereotipo de las mujeres en el narcotráfico de la época. Así, Estévez surge como figura dominante en el trasiego y venta de estupefacientes en un tiempo en que ser mujer en y alrededor de esa actividad era el de víctima, tras la infiltración de traficantes en centros urbanos después de 1930. Su presencia e imagen ni de lejos era pasiva, menos aún ingenua, como pudiera haberse pensado.

## Amenaza a la sociedad
El jefe del Departamento de Salubridad Pública del gobierno de Lázaro Cárdenas, el doctor Leopoldo Salazar Viniegra (1938-1939), comenzó una campaña a finales de la década de los 30 para desmitificar a la marihuana y para dejar de perseguir a los adictos como criminales para tratarlos como necesitados de un tratamiento médico. La persecución, según Salazar, debería concentrarse en los traficantes, más que en los adictos.
Salazar fue uno de los principales perseguidores de la Chata. En 1938 le escribió una carta pública en la que comentaba sobre su falta de belleza, que amenazaba los estereotipos que el gobierno trataba de reforzar para combatir a los narcotraficantes: la mujer como seductora irresistible, medio para conseguir drogas fáciles. Sin embargo, en la misma carta reconocía irónicamente la habilidad de Estévez de conocer a sus clientes y sus necesidades, de extender sus sobornos y su red de poder hasta las cúpulas más altas del país. El objetivo de la misiva fue el dar la imagen de la Chata como una mujer que estaba siendo absorbida por el negocio, que se modernizaba mientras que ella seguía en el pasado.
Lola la Chata fue arrestada siete veces de 1934 a 1945 en Lecumberri, la Cárcel de Mujeres o las Islas Marías. Durante sus estancias en prisión mantuvo un estilo de vida acomodado, con sirvientes y una mujer que la visitaba una vez al mes para arreglar su cabello. Recibía muchas visitas que buscaban un consejo o ayuda, así como visitas conyugales y de sus hijas. Incluso se hablaba de que Estévez mandó construir un hotel y pista de aterrizaje en las Islas Marías para la comodidad de sus hijas durante sus visitas.
En el arresto que se llevó a cabo en 1938, el capitán Luis Huesca de la Fuente, exjefe de la Policía de Narcóticos del Departamento de Salubridad Pública, también fue recluido, acusado de sustraer droga decomisada por agentes a sus órdenes y proteger a traficantes, entre los cuales se encontraba La Chata.
En 1945 el presidente Ávila Camacho promulgó un decreto presidencial condenando a los traficantes de droga y exigió el arresto de la Chata, quien también había sido identificada por el Jefe del Buró de Narcóticos (ahora DEA) de los Estados Unidos, Harry Jacob Anslinger, y el Jefe de la División de Narcóticos Canadiense, el coronel C.H.L. Sharman. Estos últimos sabían de los viajes que realizaba Estévez a Canadá en un Cadillac 1942 o en un Dodge 1938 transportando heroína, pero fue finalmente en la Ciudad de México donde se realizó la captura. El arresto sirvió también para que las autoridades mexicanas, canadienses y estadounidenses monitorearan el apoyo que recibió Estévez por parte de las mismas autoridades y así se develó una compleja red de poder que rodeaba a la traficante y a su negocio.
En 1945 se mandó a Estévez a prisión en las Islas Marías, de la cual salió años después, debido a un padecimiento que obligó a las autoridades a transferirla de regreso a la Ciudad de México, donde continuó manejando su oficio.
En 1957 se realizó el último arresto de la Chata mientras procesaba heroína en su casa. Apareciendo en notas policiacas como “una narcotraficante de fama internacional”, fue capturada después de ser prófuga por dos años junto con su cómplice Luis Oaxaca Jaramillo y diez “agentes”. En su mansión se encontraron 29,000 pesos en efectivo (5 millones actuales), joyas, rifles y municiones. Aceptando su responsabilidad, se aseguró de que ningún cómplice fuera arrestado, logrando proteger el negocio. Fue encontrada culpable y enviada a la Cárcel de Mujeres, donde murió en septiembre de 1959 de una falla coronaria. Se rumora que la verdadera causa de su muerte fue una sobredosis de heroína, aunque es conocido que había padecido problemas del corazón.  A pesar de su mala fama, aproximadamente 500 personas atendieron su funeral, una tercera parte de los cuales se dice eran miembros de la policía.
La atención gubernamental internacional que recibió Estévez se dio debido al improbable salto que dio al pasar de ser una mujer sin ventajas ni oportunidades de escalar social, cultural o económicamente, a ser la dueña y administradora de un negocio que era una amenaza privada y pública.

## Legalización de “enervantes”
El 17 de febrero de 1940 el gobierno de Lázaro Cárdenas publicó un nuevo Reglamento Federal de Toxicomanías del Departamento de Salubridad Pública en el Diario Oficial de la Federación. Considerando que el gobierno debía cambiar su visión en la persecución de la toxicomanía y el tráfico de drogas enervantes y la necesidad de tratar a los adictos como pacientes se decidió proveer de dosis y empadronar a los toxicómanos en dispensarios, dejar ir a quienes enfrentaban un cargo penal o policial (por falta de delito). La justificación de la nueva ley fue la de integrar a los toxicómanos en la legalidad proveyéndoles de lo que necesitaban para realizar sus actividades diarias.
Esta legalización quebrantó el poder de los narcotraficantes como Lola la Chata. Sin embargo sólo fue por un corto tiempo, pues Estados Unidos suspendió el comercio de medicinas con México como represalia, lo que llevó al último a derogar el nuevo reglamento después de unos meses.

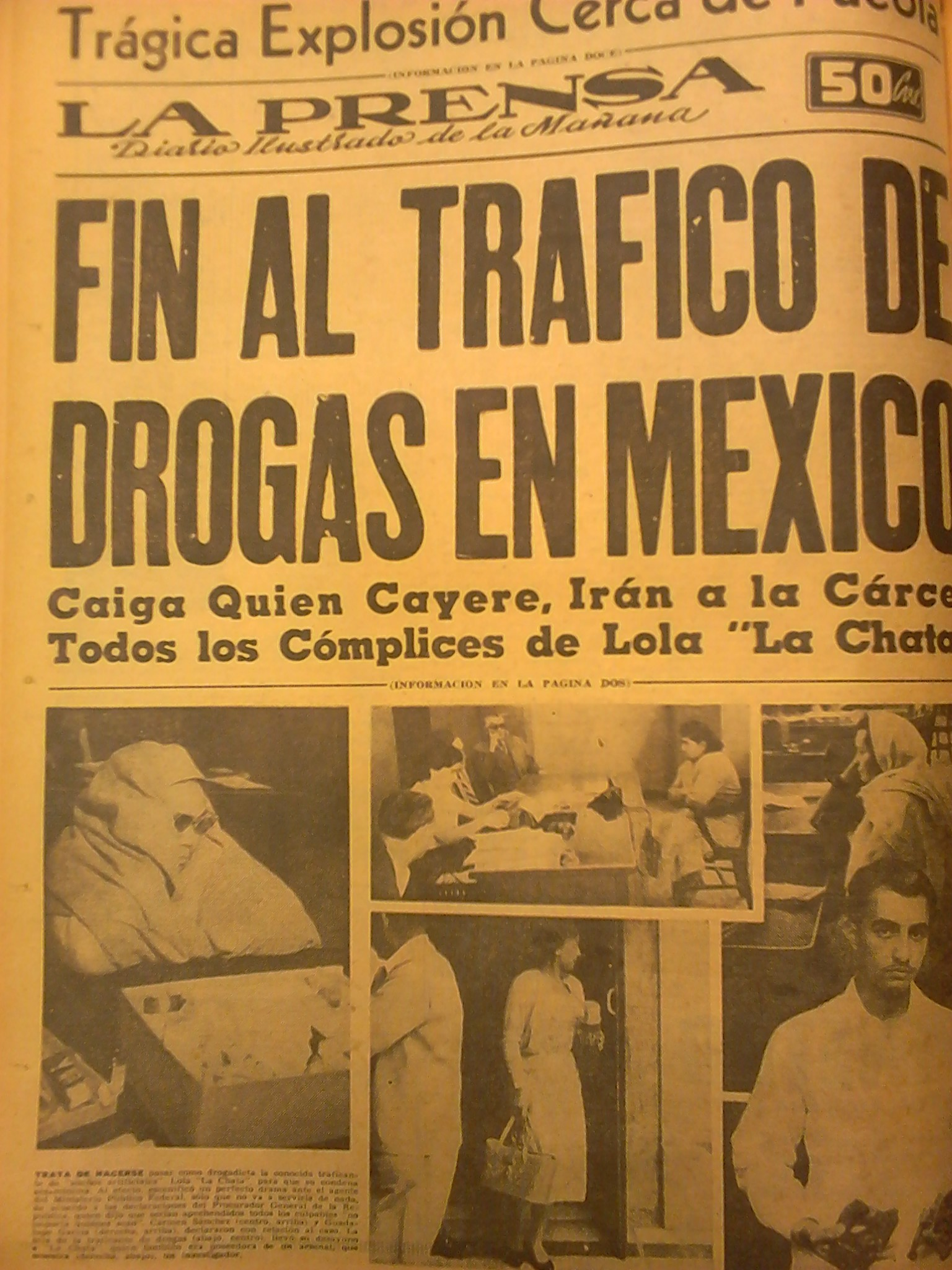
Encabezado del Diario La Prensa, del 4 de abril de 1957, día en que se capturó a Lola la Chata

## Detención
Lola la Chata ingresó siete veces a la prisión. La primera vez fue en Pachuca Hidalgo en 1934, la segunda y tercera vez en 1937, donde salió libre por falta de elementos, la cuarta vez en 1940 habiendo pagado una multa de 500 pesos que le impuso el Juez 6° de la 7° Corte Penal en el Distrito Federal, la quinta vez en 1945, la sexta vez en 1951; finalmente fue detenida en abril de 1957. Su detención generó diversas declaraciones del procurador general de la República, anunciando el "fin del narcotráfico". En su defensa, esta negó participar en el tráfico de drogas, así como también proporcionar alguna lista de las personas involucradas en la distribución y comercio de los mismos, manifestó su deseo de permanecer en la cárcel para cumplir su condena, que estaba "en la vil calle", que "no podía contratar a un abogado particular para que la defendiera", así también confesó que era drogadicta. Falleció en prisión aunque no se conoce exactamente si en el año 1957 o 1959, según diversas fuentes.

## Influencia
Se considera que Lola la Chata fue una de las musas del escritor estadounidense William S. Burroughs, quien la usó como modelo para varios de sus personajes, lo que la introdujo a la cultura popular estadounidense. Burroughs llegó a México en 1949, huyendo de cargos por consumo y posesión en Nueva Orleans acompañado de su esposa y dos hijos. En la Ciudad de México el escritor encontró drogas baratas y dentro de esta cultura de facilidad comenzó a formar una idea de los significados culturales que la misma implicaba. La Chata aparece en sus escritos como Lupe, Lupita o Lola. En "Ciudades de la Noches Rojas", Burroughs describe un encuentro entre su protagonista y la Chata, que es su proveedora de heroína.

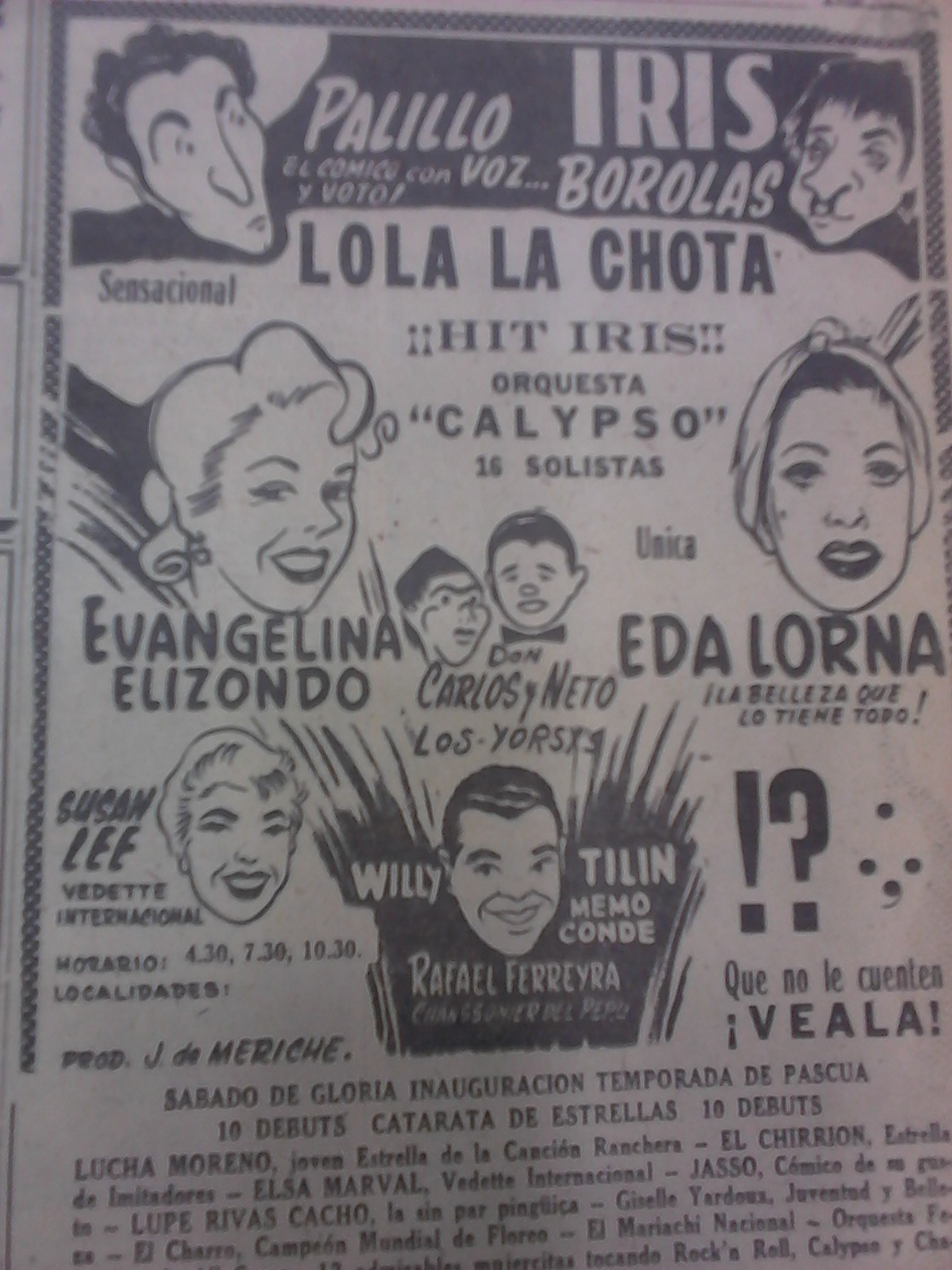
Anuncio de comedia de sátira política-policiaca "Lola la Chota".

En la Ciudad de México se llevaron a cabo diversas comedias y sátiras en las carpas mexicanas, entre las que se encuentran "Lola la Chota", representada por Palillo, Evangelina Elizondo, Eda Lorna, Susan Lee, Willy Tilin.

## Ligas externas
- toxicomania.com

- Datos: Q12180099